# Vera Tschechowa
Vera Tschechowa (Berlijn, 22 juli 1940 – aldaar, 3 april 2024) was een Duitse actrice, regisseur en producent.

## Biografie
Vera Tschechowa was de dochter van de actrice Ada Tschechowa en de arts Wilhelm Rust. Haar grootmoeder was de actrice Olga Tschechowa, haar overgrootoom de Russische schrijver Anton Tsjechov. Ze groeide op in Berlijn.
Na het afronden van de school ging Tschechowa korte tijd naar de kunstacademie om decorontwerper te worden. Ze besloot toen echter acteur te worden en volgde lessen bij Anne-Marie Hanschke en Ernst Fritz Fürbringer in München en bij Marlise Ludwig in Berlijn. In 1957 maakte ze haar debuut in de Heinz Erhardt-film Witwer mit fünf Töchtern. Ze had de eerste hoofdrol in de film Das Mädchen mit den Katzenaugen. In de jaren 1990 volgden ongeveer 50 andere rollen in film en televisie.
Vanaf 1959 speelde Tschechowa theater in de Freie Volksbühne Berlin. Andere podiumstations waren het Deutsches Schauspielhaus in Hamburg, het Düsseldorfer Schauspielhaus en het Basel Theater.
In 1980 richtte ze samen met Vadim Glowna de filmproductie Atossa op. Het bedrijf produceerde Desperado City, dat Glowna ook regisseerde en dat in 1981 de Caméra d'or voor beste debuutfilm won op het filmfestival van Cannes en de documentaire Tschechow in meinem Leben uit 1984 over de Tschechow-kunstenaarsdynastie.
Vanaf het begin van de jaren 1990 werkte Tschechowa voornamelijk als regisseur van documentaires. Ze maakte portretten van Edoeard Sjevardnadze, Václav Havel, Hans-Dietrich Genscher, Klaus Maria Brandauer, Katja Riemann, Armin Mueller-Stahl, Anthony Quinn, Michael Ballhaus, evenals van de Taiwanese regisseur Ang Lee en de Iraanse filmmakers Makhmalbaf voor verschillende tv-stations.

## Privéleven
Toen Elvis Presley in 1959 in Duitsland gestationeerd was, werd de jonge actrice verschillende keren met de zanger gezien. In 1960 had ze een relatie met Hartmut Reck, van wie haar zoon, de filmcomponist Nikolaus Glowna, afkomstig is. Ze probeerde tevergeefs Reck te dwingen op bevel van de rechtbank te trouwen.
Haar moeder Ada kwam in 1966 om bij een vliegtuigongeluk in Bremen. In 1967 trouwde Vera Tschechowa met haar collega Vadim Glowna. Na meer dan twintig jaar eindigde het huwelijk begin jaren 1990 in een scheiding. Hun zoon werd geadopteerd door Vadim Glowna. In 1971 nam ze deel aan de mediacampagne "Wir haben abgetrieben!", geïnitieerd door Alice Schwarzer. Vera Tschechowa was getrouwd met de manager en producer Peter Paschek. Ze woonde in Berlijn.
Ze overleed in haar geboortestad op 83-jarige leeftijd.

## Onderscheidingen
- 1962: Gouden Filmband (hoofdrolspeelster) voor Das Brot der frühen Jahre
- 1977: Gouden Camera (hoofdrolspeelster) voor Zeit der Empfindsamkeit
- 2006: Ere-onderscheiding van de Hessische premier voor bijzondere prestaties in de film- en tv-sector

## Filmografie
- 1957: Witwer mit fünf Töchtern
- 1957: Unter Achtzehn (dt. VT Noch minderjährig)
- 1958: Das Mädchen mit den Katzenaugen
- 1958: Marietto, Camilla und der liebe Gott
- 1958: Der Maulkorb
- 1958: Meine 99 Bräute
- 1958: Der Arzt von Stalingrad
- 1959: Und das am Montagmorgen
- 1959: Freddy unter fremden Sternen
- 1959: Melodie und Rhythmus (cameo)
- 1960: Die junge Sünderin
- 1960: Der Schleier fiel…
- 1961: Das Brot der frühen Jahre
- 1963: Die Legende vom heiligen Trinker
- 1964: Gerechtigkeit in Worowogorsk
- 1964: Die Gruft mit dem Rätselschloss
- 1964: Tod um die Ecke (tv)
- 1965: Die Chinesische Mauer
- 1965: Verhör am Nachmittag (tv)
- 1966: In Frankfurt sind die Nächte heiß
- 1966: Sie schreiben mit – Franziska weiß alles (tv-serie)
- 1968: Liebe und so weiter
- 1969: Tausendundeine Nacht (tv-serie)
- 1970: Nach Stockholm der Liebe wegen
- 1970: Krebsstation (tv)
- 1972: Der Illegale (tv-driedeler)
- 1973: Olifant
- 1973: Eine Frau bleibt eine Frau
- 1975: Das Amulett des Todes
- 1976: Euridice B.A. 2037
- 1976: Erikas Leidenschaften
- 1978: Der Schimmelreiter
- 1978: Geschichten aus der Zukunft (tv-serie)
- 1979: Nachbarn und andere nette Menschen
- 1980: Panische Zeiten
- 1981: Desperado City
- 1981: Frau über vierzig (tv-serie)
- 1982: Das Beil von Wandsbek
- 1982: Bekenntnisse des Hochstaplers Felix Krull (mini-serie)
- 1983: Die Romantic Sisters
- 1983: Dies rigorose Leben
- 1984: Blaubart
- 1984: Treffpunkt im Unendlichen
- 1984: Tausend Augen
- 1984: Ein Heim für Tiere (tv-serie)
- 1986: Losberg
- 1986: Tarot
- 1986: Das Geheimnis von Lismore Castle
- 1988: Rausch der Verwandlung (mini-serie)
- 1989: Der Fahnder – Ausermittelt
- 1989: Erdenschwer
- 1990: Insel der Träume (tv-serie)
- 1991: Liebe auf den ersten Blick
- 1992: Neptun und Isolde
- 1993: Tatort – Bauernopfer
- 1995: Sylter Geschichten (tv-serie)
- 1996: Schuldig auf Verdacht
- 2022: Rex Gildo Der letzte Tanz